# Morti nel 1441
| Questa pagina contiene informazioni ricavate automaticamente dalle voci biografiche con l'ausilio del template Bio e di un bot. L'aggiornamento è periodico e automatico e ricostruisce completamente la pagina. Se manca una persona in questa lista, sei pregato di non aggiungerla, ma accertati piuttosto che la sua voce biografica contenga il template Bio e che i dati anagrafici siano correttamente compilati. Se il template Bio manca, inseriscilo tu stesso o, in alternativa, metti l'avviso {{tmp\|Bio}} che ne segnala la mancanza. Se i dati riportati sono sbagliati, correggi direttamente la voce biografica; le modifiche saranno visibili in questa lista entro pochi giorni. Per chiarimenti vedi il progetto biografie. La lista contiene solo le 32 persone che sono citate nell'enciclopedia e per le quali è stato implementato correttamente il template Bio. Pagina aggiornata al 10 ago 2025. |

- 5 gennaio - Giovanni II di Lussemburgo-Ligny, nobile francese (n. 1392)
- 7 gennaio - Paolo della Scala, nobile italiano
- 2 febbraio - Margherita di Borgogna (n. 1393)
- 28 febbraio - Guglielmo Cavalcabò, condottiero italiano
- 8 marzo - Margherita di Borgogna, principessa (n. 1374)
- 11 marzo - Giovanni Raimondo Folch I de Cardona, nobile (n. 1375)
- 3 aprile - Bianca di Navarra, regina (n. 1387)
- 16 aprile - Floriano Sampieri, giurista italiano (n. 1360)
- 17 aprile - Pandolfo Malatesta, arcivescovo cattolico italiano (n. 1390)
- 14 giugno - Corrado III Trinci, condottiero italiano
- 22 giugno - Paolo di Castro, giurista italiano (n. 1360)
- 9 luglio - Jan van Eyck, pittore fiammingo
- 12 luglio - Ashikaga Yoshinori, militare giapponese (n. 1394)
- 12 luglio - Philippe de Coëtquis, cardinale e arcivescovo cattolico francese (n. 1376)
- 6 settembre - Baldaccio d'Anghiari, condottiero italiano
- 7 dicembre - Bartolomeo di Fruosino, pittore e miniatore italiano
- 26 dicembre - Niccolò III d'Este, marchese (n. 1383)
- 27 dicembre - Jacopo II Appiano, nobile (n. 1399)
- Antonio II Acciaiuoli, nobile italiano
- Leonardo Alighieri, nobile e politico italiano (n. 1395)
- Antonio Cermisone, medico italiano
- Marino Contarini, mercante e politico italiano (n. 1385)
- Pietro Gonnella, giullare italiano
- Giacomo Gonzaga, nobile italiano
- Piero di Luigi Guicciardini, politico italiano (n. 1376)
- Antonio Loschi, umanista italiano
- Ludovico Racaniello, mercenario e condottiero italiano (n. 1352)
- John Radcliffe, cavaliere medievale inglese
- Ruggero Cane Ranieri, condottiero italiano
- Paul von Rusdorf, tedesco
- Lancillotto Visconti, nobiluomo italiano
- Ardizzone da Carrara, condottiero italiano